# Bring Back My Happiness
Bring Back My Happiness è un brano strumentale del musicista statunitense di musica elettronica Moby estratto come sesto e ultimo singolo dal suo quarto album in studio, Everything Is Wrong e pubblicato nel 1996. Non è riuscita entrare nella Official Singles Chart. Tuttavia, è comparso nei sotto-grafici della Billboard Hot 100.
Il pezzo, raggiante e solare, riprende le sonorità della musica house e techno, già presente nel primo album di Richard Hall.
Il video promozionale (girato da Jim Tozzi) è stato fatto completamente in stop-motion e mostra dei simpatici mostriciattoli spaziali colorati che si muovono a ritmo della canzone; anche lo sfondo è psichedelico e multicolore.
Nei primi secondi del corto, si può notare un disegno animato che muta forma in vari esseri davanti a dei fuochi d'artificio in pixel. Esso non è che un primo abbozzo de "the little idiot" caricatura di Hall e suo "marchio di fabbrica", che qui appare per la prima volta. È visibile anche nella copertina del singolo. Inoltre, all'interno del filmato ci sono vari riferimenti a giochi e videogiochi.
Ad esempio, quando attacca il piano nel filmato si vede un rettangolo che fa rimbalzare una pallina su dei mattoncini rossi e argentati che formano il simbolo di Moby, un chiaro riferimento ad Arkanoid; successivamente si inquadra un cielo nero da cui sbucano dei cubi simili al cubo di Rubik e nella metà della canzone è visibile nel video Space Invaders.

## Tracce
Tutti i brani sono stati composti, eseguiti e prodotti da Richard Melville Hall.
Netherlands CD-Maxi
1. Bring Back My Happiness (Extended Mix) – 3:35
2. In My Life – 3:35
3. Bring Back My Happiness (Para Los Discos Mix) – 5:08
4. Bring Back My Happiness (Underground Mix) – 5:44
5. Bring Back My Happiness (Josh Wink Mix) – 8:10
6. Into the Blue (Jr. Vasquez Mix) – 8:11
7. Alone – 10:49

UK CD
1. Bring Back My Happiness (Extended Mix) – 3:34
2. Bring Back My Happiness (Voodoo Child Mix) – 4:14
3. Bring Back My Happiness (Wink's Acid Interpretation) – 8:09
4. Bring Back My Happiness (Para Los Discos Mix) – 5:07
5. Bring Back My Happiness (Interactive Mix) – 5:04

UK radio promo
1. Bring Back My Happiness (Extended Mix) – 3:34
2. Bring Back My Happiness (Interactive Mix) – 3:38

## Posizioni in classifica
| Classifica (1996)                                 | Posizione |
| ------------------------------------------------- | --------- |
| U.S. Billboard Hot Dance Club Play                | 10        |
| U.S. Billboard Hot Dance Music/Maxi-Singles Sales | 26        |